# Ferrovia Motta Sant'Anastasia-Regalbuto
La ferrovia Motta Sant'Anastasia-Regalbuto era una ferrovia secondaria a scartamento normale della Sicilia, a scarsissimo traffico di passeggeri ma fino agli anni settanta ad intenso traffico di merci derrate.
Dal 1986 venne dismessa tra Schettino e Regalbuto e usata in regime di manovra per la rimanente tratta. Nel 2014 in seguito alla rinuncia all'esercizio la tratta Schettino-Regalbuto è stata definitivamente soppressa, la tratta Motta S.A.-Schettino è stata declassata a raccordo e le stazioni intermedie soppresse.

## Storia
| Tratta                         | Inaugurazione   |
| ------------------------------ | --------------- |
| Bicocca-Motta Sant'Anastasia   | 15 maggio 1870  |
| Motta Sant'Anastasia-Schettino | 18 ottobre 1934 |
| Schettino-Regalbuto            | 18 agosto 1952  |

Sin dall'apertura della linea Palermo-Catania furono pressanti le istanze dei produttori agricoli e dei comuni interessati dell'area ricadente nel bacino dei fiumi Salso e Simeto ma tutti costoro ottennero soltanto promesse e progetti fumosi di una linea ferrata. A rallentare il tutto ci si misero anche le pretese dei nobili latifondisti e delle amministrazioni comunali che cercavano di fare apportare modifiche al progetto del tracciato per fare in modo di farlo passare vicino al proprio fondo o al proprio territorio. Tuttavia lo scopo più importante del progetto era quello di raggiungere Leonforte ed Agira zone nelle quali erano attive importanti miniere di zolfo allo scopo di convogliare su Catania e sul suo porto le rilevanti quantità di minerale estratto da raffinare e commercializzare. 
Un progetto ambizioso, propugnato dal sindaco di Catania Antonino di San Giuliano nel 1882 prevedeva una linea ferroviaria che avrebbe raggiunto sia Assoro che Randazzo biforcandosi oltre Adernò ma, giudicata troppo dispendiosa, fu bocciata dai consiglieri i quali optarono per la soluzione più modesta di Robert Trewhella portando così San Giuliano alle dimissioni.
Un altro ostacolo era l'accesa rivalità tra Catania e Messina nel cercare di assicurare al proprio porto l'importante mole di traffico. Allo scopo infatti le autorità e gli ambienti imprenditoriali messinesi avevano già da tempo commissionati studi di fattibilità per realizzare l'alternativa linea dell'Alcantara che avrebbe dovuto collegare l'area di Agira e Regalbuto alla costa jonica direttamente per Messina innestandosi alla linea ferrata jonica nell'area taorminese. L'inarrestabile diatriba ebbe come risultato il forte rallentamento dell'iter di approvazione con il risultato che nel frattempo il grosso imprenditore con importanti interessi anche nel settore zolfifero, Robert Trewhella realizzava in tempi abbastanza brevi la Ferrovia Circumetnea che si assicurava una buona parte del traffico commerciale dell'area ad ovest del vulcano.

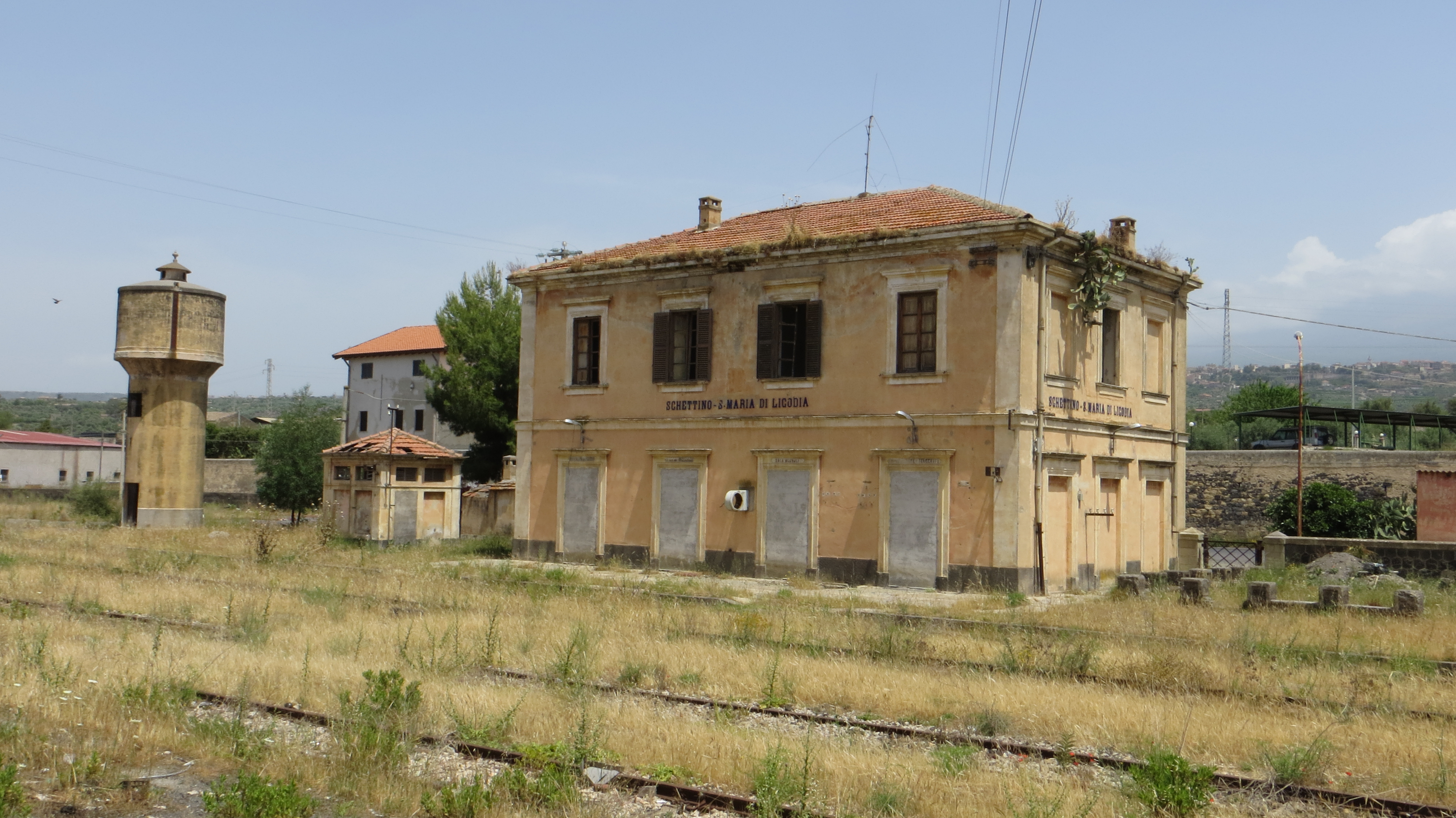
La stazione di Schettino-Santa Maria di Licodia, vista dal lato dei binari, 23 maggio 2014.

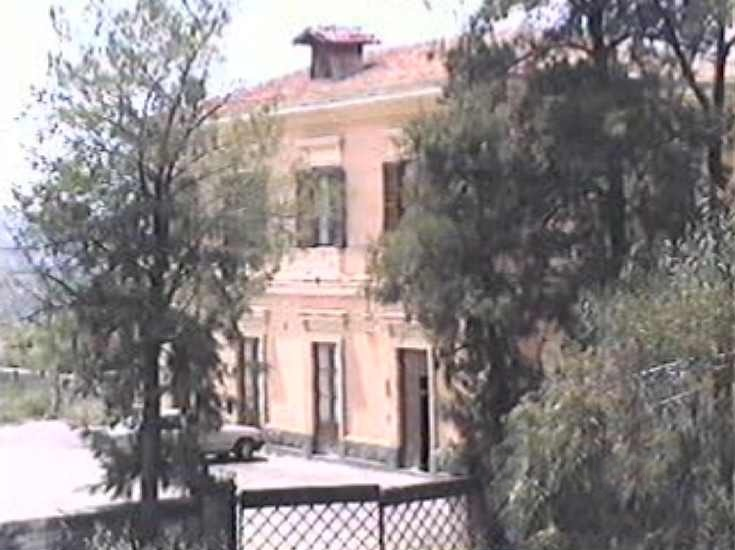
La stazione di Regalbuto, dismessa nel 1992.

All'approssimarsi degli anni trenta del XX secolo il progetto venne ripreso e rielaborato con l'intento di realizzare un itinerario più breve e diretto tra Catania e Palermo via Valle del Simeto-Salso, Nicosia, Madonie, Fiumetorto. Lo scopo era quello di realizzarlo con pendenze massime dell'ordine del 21/22 per mille, quindi meno penalizzante dal punto di vista della prestazione rispetto al tracciato esistente dato che, sia il valico di Enna che altre tratte fra Caltanissetta e Roccapalumba, presentavano pendenze superiori al 30 per mille e posto su terreni più stabili e meno franosi di quelli attraversati dal collegamento in questione che spesso veniva interrotto in seguito a straripamenti ed alluvioni. Il primo tratto della nuova linea fu aperto il 18 ottobre 1934 e venne costruito utilizzando la prima parte, in comune, della ferrovia esistente per Palermo, quindi un nuovo tracciato dalla Stazione di Motta Sant'Anastasia (che divenne così una stazione di diramazione) di 18 km fino alla stazione di Schettino-Santa Maria di Licodia. I lavori di costruzione, già di per sé lenti dato che era ormai venuta meno la motivazione commerciale del trasporto zolfifero, si fermarono all'approssimarsi della Guerra di Spagna che distolse dall'opera molti fondi e ripresero a tratti fino al secondo conflitto mondiale.
Nel dopoguerra, il progetto venne ripreso nell'ambito di un piano che prevedeva il completamento della nuova linea in 10 anni e i lavori ripresero con l'arrivo a Regalbuto che veniva raggiunta piegando prima verso l'interno fino alla stazione di Mandarano-Centuripe e poi con un'ampia ansa che passava dal borgo di Carcaci. La stazione di Regalbuto venne realizzata passante in vista del proseguimento e vennero eseguiti i lavori in parte del tracciato e dei fabbricati fino a Nicosia bloccandoli tuttavia definitivamente nel 1952. Nel 1955, in prossimità delle elezioni regionali, vennero stanziati fondi per i rilievi aerei del tracciato, ma ancora nel 1958 un o.d.g. presentato alla Camera dei deputati ne richiedeva la ripresa. Nulla tuttavia si mosse anche in previsione della futura realizzazione dell'autostrada Catania-Palermo.
La ferrovia si rivelò subito preziosa per il traffico merci agrumario ma carente per quello viaggiatori a causa dell'itinerario scelto che passava distante dai centri abitati ad eccezione di Paternò che veniva costeggiata perifericamente e di Regalbuto da cui era distante circa un km. Il tracciato infatti rispondeva agli interessi commerciali per cui era stato progettato circa settant'anni prima. La ferrovia ebbe un intensissimo traffico merci durante la costruzione del grande Lago di Pozzillo che costeggiava nell'ultimo tratto, ma proprio a seguito dell'assestamento del terreno dopo il riempimento del lago una galleria nei pressi di Regalbuto manifestò un certo cedimento. La galleria venne puntellata con delle apposite centinature.
Da allora la linea non ebbe più alcun interventi di manutenzione e intorno al 1973 venne limitata alla stazioncina di campagna di Sparacollo, 8 km prima di Regalbuto. Ciò fece perdere del tutto il già esiguo traffico viaggiatori. Alcuni anni dopo la linea venne ulteriormente limitata alla stazione di Carcaci continuando a registrare un consistente traffico giornaliero di treni derrate di agrumi con carri in partenza dalle stazioni di Carcaci, Mandarano, Schettino, Paternò e Agnelleria. Nel pieno del periodo di produzione agrumaria dalla linea partivano giornalmente alcuni treni merci completi.
Con il 31 dicembre del 1986 la linea cessò ufficialmente di esistere, ma rimase utilizzata come raccordo di manovra fino a Paternò e come deposito di rotabili accantonati anche nella stazione dismessa di Schettino. Il decreto ministeriale DM 73/T del 15 aprile 1987 successivo sancì la definitiva chiusura delle stazioni e la dismissione dei passaggi a livello. Tuttavia la linea, per la parte tra Motta e Carcaci rimase utilizzabile all'occorrenza con esercizio a regime di manovra, vennero abbandonate le stazioni intermedie di Ritornella e Agnelleria ma mantenuta quella di Paternò. Nei primi anni duemila è avvenuta una certa ripresa del servizio merci agrumario nella stazione di Paternò-San Marco per spedizioni verso i paesi del nord Europa difficili da raggiungere con il consueto trasporto su strada.
Il 26 maggio 2014 il decreto n. 244 del Ministro delle infrastrutture e dei trasporti ha autorizzato la dismissione della linea tra Schettino e Regalbuto, per una lunghezza di km 36,75 ai sensi dell'articolo 2, comma 2 del DM 138T del 31 ottobre 2000, in seguito a istanza dell'amministratore delegato RFI S.p.A. con cui comunicava la rinuncia alla concessione dell'esercizio per la tratta in questione.

## Caratteristiche
La linea venne armata con rotaie da 36 kg/m montate su traverse in legno a "modulo 60" con giunti sfalsati in alcuni tratti ed affacciati in altri. Il segnalamento era di tipo semaforico ad ala, misto, di prima categoria con avviso o di seconda categoria.
La linea aveva numerosi passaggi a livello di cui i principali custoditi con barriere e molti altri con catene o barriere in affidamenti ai privati. Molti anche i passaggi a livello incustoditi.
La velocità di linea era di 80 km/h fino agli anni settanta; in seguito a causa della mancanza di manutenzione venne abbassata progressivamente. A causa dell'armamento leggero i carri merci di elevato peso assiale imponevano spesso la circolazione a 20 km/h per l'intero percorso
La linea venne esercitata con trazione a vapore. Vi prestarono servizio locomotive del gruppo 740 e 480, in seguito anche 741 per i treni merci ed automotrici ALn 56. A volte anche ALn 772 fino all'arrivo delle ALn 668 serie 1500 del Deposito locomotive di Catania. A partire dalla metà degli anni settanta iniziarono ad essere utilizzati i locomotori Diesel D.343 e D.443.
La circolazione dei treni veniva controllata e gestita mediante dirigenza unica e le singole stazioni era presenziate da assuntore che provvedeva a tutte le incombenze di gestione dello scalo eccetto che a quelle di circolazione treni affidate al dirigente unico con l'ausilio del capotreno e del macchinista.
Tutte le stazioni erano provviste di scambi ad azionamento manuale con apparecchi di sicurezza a chiave numerata per quelli disposti sui binari di circolazione che erano vincolati alla posizione dei segnali di protezione e liberi da vincoli per i restanti fasci di manovra e smistamento. Tutto ciò, unito alla rigidità delle procedure per la circolazione a dirigenza unica, rendeva oltremodo lente tutte le operazioni di composizione e scomposizione dei treni merci. Non venne mai attuato alcun programma di ammodernamento e la linea venne lasciata invecchiare abbassando semplicemente la velocità d'esercizio.

### Percorso
| Continuation backward |

| Station on track |

| Unknown route-map component "d" | Unknown route-map component "xABZgl" | Unknown route-map component "dCONTfq" |

| Unknown route-map component "exBHF" |

| Unknown route-map component "exBHF" |

| Unknown route-map component "exTUNNEL1" |

| Unknown route-map component "exBHF" |

| Unknown route-map component "exBHF" |

| Unknown route-map component "exhKRZWae" |

| Unknown route-map component "exBHF" |

| Unknown route-map component "exTUNNEL1" |

| Unknown route-map component "exhKRZWae" |

| Unknown route-map component "exBHF" |

| Unknown route-map component "exBHF" |

| Unknown route-map component "exBHF" |

| Unknown route-map component "exhKRZWae" |

| Unknown route-map component "exTUNNEL1" |

| Unknown route-map component "exBHF" |

| Unknown route-map component "exLCONTf" |

La linea, ancora esistente pur se scollegata, ha origine dalla stazione di Motta Sant'Anastasia della ferrovia Palermo-Catania; se ne distacca partendo dal primo binario della stessa e, con un'ansa decisa verso nord, inizia a salire verso la stazione di Ritornella che raggiunge dopo 5 km. Altri 10 km di ascesa media del 20 per mille e raggiunge le stazioni di Agnelleria e poi di Paternò-San Marco. Questo era lo scalo merci più importante dell'intera linea con un esteso fascio di binari ad uso merci. Tutt'intorno furono costruiti magazzini e depositi per lavorazione agrumi e prodotti alimentari. La linea poi prosegue per Schettino-Santa Maria di Licodia, altro scalo agrumario.
All'uscita della stazione, passato un viadotto a diverse arcate la linea inizia a scendere verso il letto del fiume Simeto che attraversa con un ardito viadotto in curva a varie arcate per attaccare poi la salita sull'altro versante del fiume già in comune di Centuripe (il centro urbano è distante circa 10 km dall'ex stazione, come riportato dalla segnaletica stradale extraurbana situata a poca distanza). Dopo 8 km raggiunge la stazione di Mandarano-Centuripe, attraversa una breve galleria e, dopo, un nuovo ardito ponte sulle gole del Salso con a destra il panorama etneo e della vallata dei due fiumi. Raggiunto il borgo di Carcaci, anch'esso scalo agrumario, prosegue per Leto e poi per Sparacollo serpeggiando tra i campi e gli agrumeti in ascesa moderata.
Superata la stazione di Sparacollo attacca di nuovo la salita, piegando a sinistra, con pendenza quasi costante del 21 per mille, attraversa una galleria costeggiando il Lago di Pozzillo fino alla stazione di Regalbuto, dotata di un ampio piazzale, di rimessa locomotive, rifornitore d'acqua a torre e alloggi per il personale.